# Macula (geología planetaria)

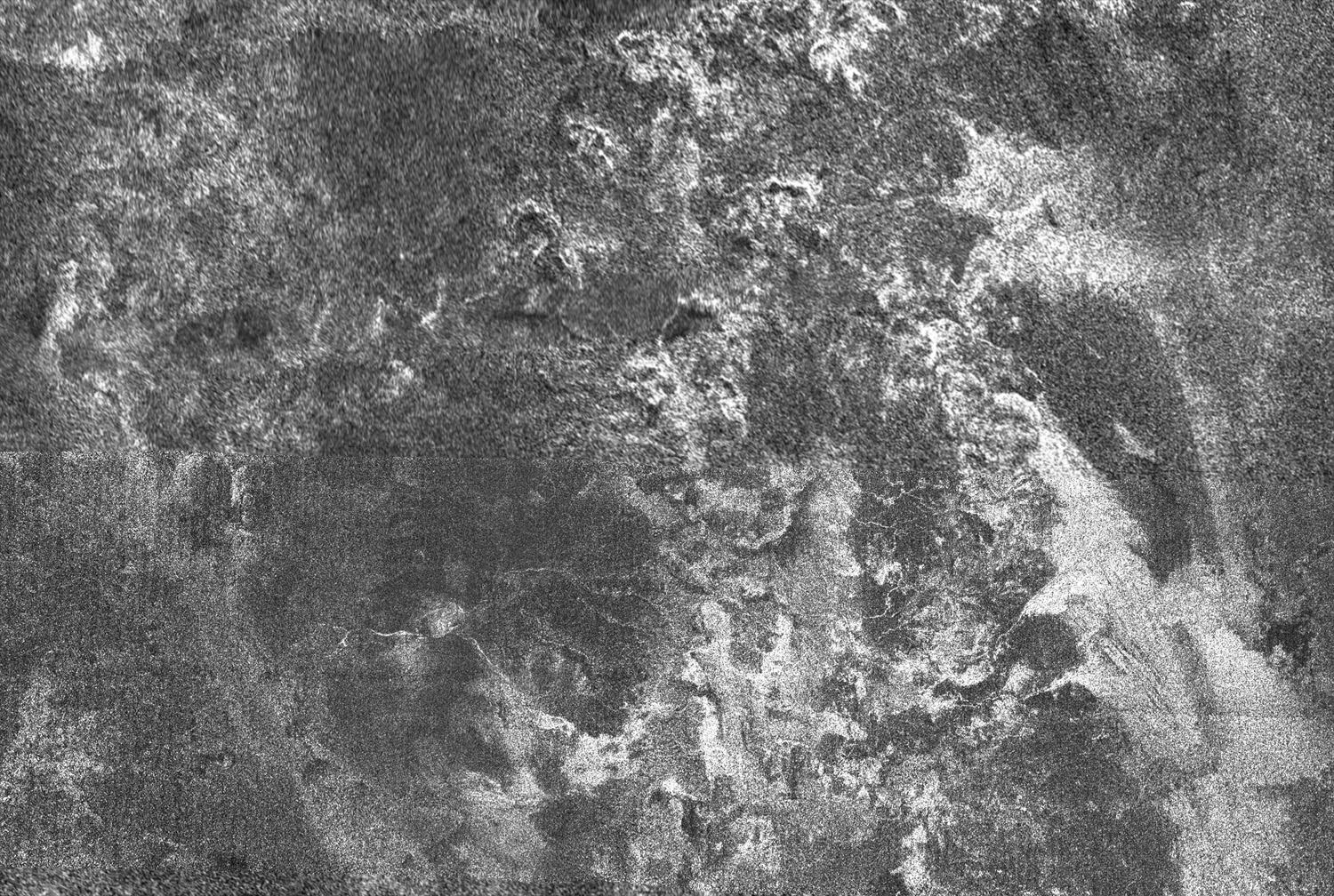
Ganesa Macula en Titán es la mancha circular grande en la parte inferior izquierda de esta imagen, que se pensaba que era un volcán de hielo.

En la nomenclatura planetaria, el término macula (latín, «mancha») se refiere a lugares especialmente oscuros en la superficie de un planeta o un satélite natural. Están presentes en las superficies heladas de Plutón, Europa (satélite de Júpiter), Titán (satélite de Saturno), Tritón (satélite de Neptuno) y Caronte (satélite de Plutón).
Se adoptó el término para la nomenclatura planetaria cuando las imágenes de alta resolución de Europa revelaron nuevas características superficiales inusuales.